# Les Haies
Les Haies – miejscowość i gmina we Francji, w regionie Owernia-Rodan-Alpy, w departamencie Rodan.
Według danych na rok 1990 gminę zamieszkiwały 594 osoby, a gęstość zaludnienia wynosiła 37 osób/km² (wśród 2880 gmin regionu Rodan-Alpy Les Haies plasuje się na 1067. miejscu pod względem liczby ludności, natomiast pod względem powierzchni na miejscu 710.).